# Клико-Понсарден, Барба-Николь
Барба-Николь Клико-Понсарден (также Мадам Клико, фр. Barbe-Nicole Clicquot-Ponsardin; 16 декабря 1777, Реймс — 29 июля 1866, Бурсо) — французская предпринимательница, которая, овдовев в 27 лет, приняла бизнес своего мужа, в том числе компанию-производитель шампанских вин. Компания существует в настоящее время и владеет брендом «Вдова Клико».

## Биография
Родилась 16 декабря 1777 года в Реймсе, Франция. Была дочерью богатого отца — Ponce Jean Nicolas Philippe Ponsardin, французского текстильного фабриканта и политического деятеля, и матери — Jeanne Josephe Marie-Clémentine Letertre Huart.
В возрасте 21 года она вышла замуж за предпринимателя Франсуа Клико (фр. François Clicquot), который умер шесть лет спустя, в 1805 году, оставив жене управление делами, связанными с банковской деятельностью, торговлей шерстью и производством шампанского. Мадам Клико, как стали называть молодую вдову, сконцентрировалась на виноделии — компания стала называться «Вдова Клико». Под её руководством виноделы разработали процесс ремюажа, позволивший решить проблему с осадком в вине, не теряя при этом углекислый газ. Поначалу компания старалась сохранить этот метод в секрете, но в конце 1820-х годов секрет был раскрыт и другие винодельческие дома стали внедрять поточные линии ремюажа.
Барба-Николь Клико-Понсарден более замуж не выходила, жила в замке Бурсо в одноимённом городе, где умерла 29 июля 1866 года. Она была похоронена в фамильном склепе семьи Клико-Понсарден на Северном кладбище в Реймсе. Замок унаследовала герцогиня Анна д’Юзе́с, её правнучка.

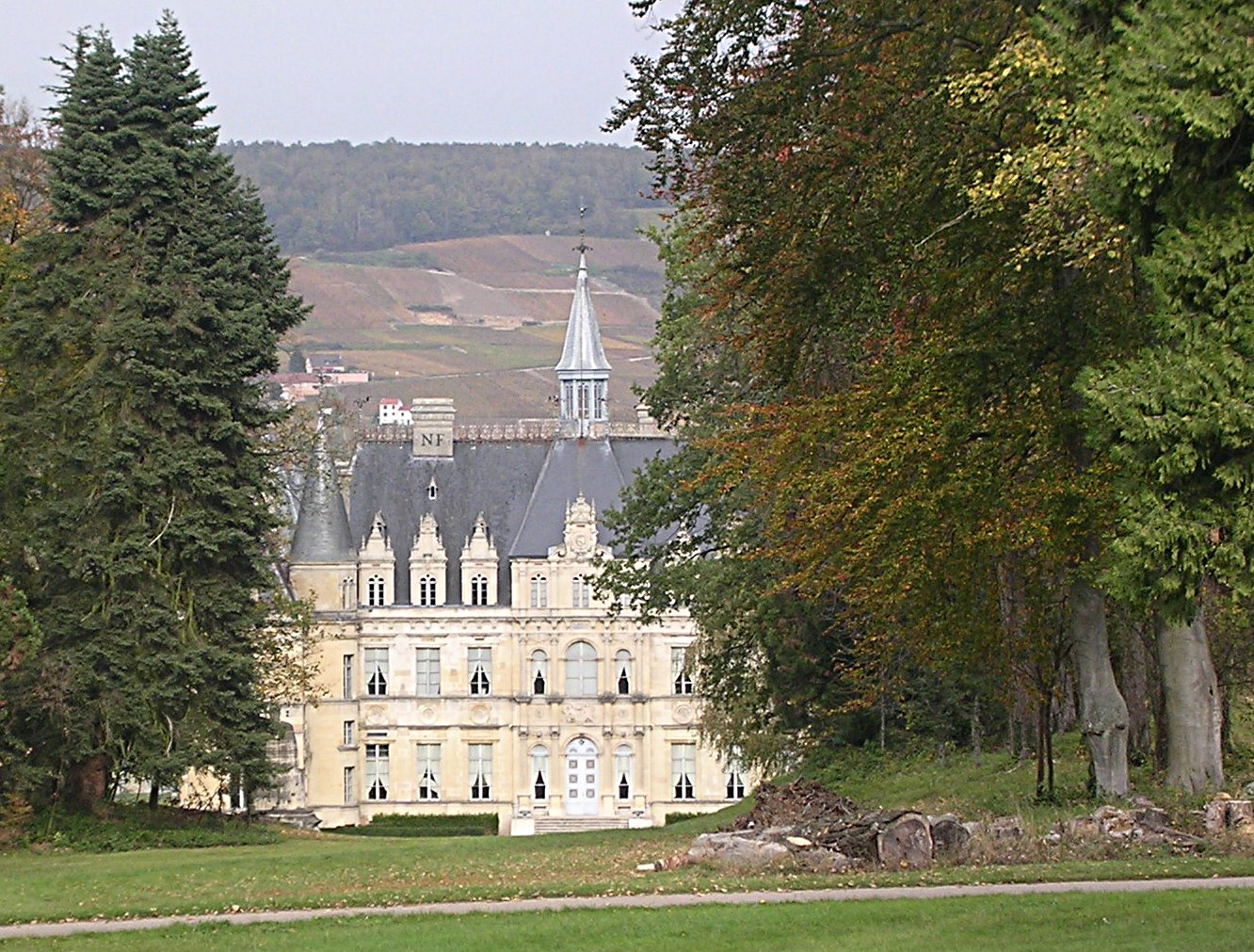
Винодельческая усадьба (шато) Бурсо в 2005 году

После поражения Наполеона французская провинция Шампань была занята русской армией. В период оккупации шампанское стало предметом реквизиции и податей. Когда в результате экспроприации винные подвалы «Вдовы Клико» опустели, она заявила: «Сегодня они пьют. Завтра они заплатят». Её слова оказались пророческими, поскольку следующие 100 лет, вплоть до революции 1917 года, Российская империя стала по объёму заказов вторым в мире потребителем шампанского.

## В искусстве

### Кинематограф
- Художественный фильм Вдова Клико: историческая драма режиссёра Томаса Нэппера.